# Központi Bankok Európai Rendszere

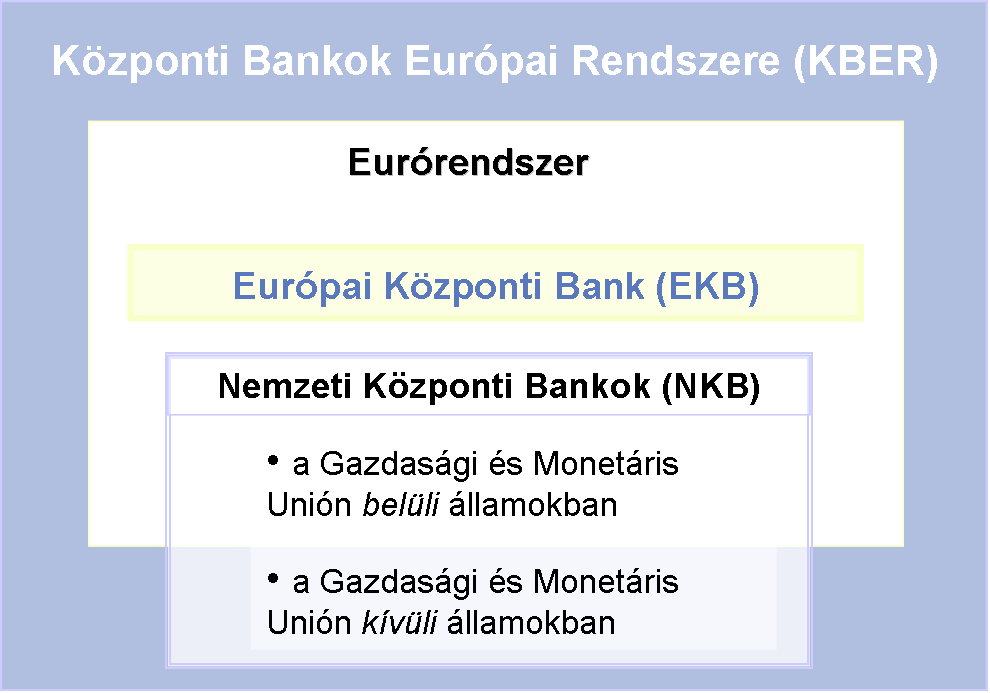
A Központi Bankok Európai Rendszere (KBER) felépítése

A Központi Bankok Európai Rendszere (KBER) az Európai Központi Bankból és az Európai Unió tagállamainak jegybankjaiból áll.

## Célja
A KBER elsődleges célja az árstabilitás fenntartása. Amennyiben az árstabilitási cél veszélyeztetése nélkül lehetséges, a KBER támogatja a Közösségen belüli általános gazdaságpolitikát azzal a céllal, hogy hozzájáruljon Közösségi célkitűzések (például harmonikus, kiegyensúlyozott és fenntartható gazdasági fejlődés, magas szintü foglalkoztatottság és szociális védelem, nagyfokú gazdasági versenyképesség…) megvalósításához.

## Feladatai

### Alapvető feladatok
Az Európai Közösséget létrehozó szerződés (105. cikkének (2) bekezdése) szerint az Központi Bankok Európai Rendszerének alapvető feladatai a következőek:
- a Közösség monetáris politikájának meghatározása és végrehajtása;
- devizaműveletek végzése;
- a tagállamok hivatalos devizatartalékainak tartása és kezelése;
- a fizetési rendszerek zavartalan működésének előmozdítása.

### További feladatok
- bankjegyek engedélyezése és kibocsátása az euróövezeten belül
- a feladatok végrehajtásához szükséges statisztikai információk összegyűjtése a nemzeti hatóságoktól vagy közvetlenül a gazdasági szereplőktől
- a pénzügyi stabilitás elősegítése a hatáskörrel rendelkező (nemzeti) hatóságokkal történő együttműködés keretében (például a hitelintézetek prudenciális felügyeletét illetően)
- nemzetközi és európai együttműködés az eurórendszerre bízott feladatok terén a megfelelő intézményekkel, testületekkel és fórumokkal

## Az eurózónán belüli feladatmegosztás
Az EKB Kormányzótanácsának (amely a hat tagú EKB Igazgatóságból, valamint a jelenleg 17 eurózónabeli ország jegybankelnökeiből áll) kizárólagos hatáskörébe tartozó feladatok (példa):
- az eurózóna monetáris politikájának meghatározása
- bankjegyek kibocsátása és engedélyezése az eurózónán belül
- döntéshozatal a KBER nemzetközi képviselére vonatkozóan
- döntéshozatal közös, KBER-szintü projektekről (például TARGET)

Az euróövezeten belüli nemzeti jegybankok feladatai (példa):
- az eurózóna jegybankjai hajtják végre a monetáris politikát, azaz minden hitelintézet a nemzeti jegybankokon keresztül jut refinanszírozási forráshoz, valamint a kötelező tartalékokat a nemzeti jegybankoknál kell tartaniuk
- a nemzeti devizatartalékok kezelése
- egyéb nemzeti feladatok ellátása, mint például a hitelintézetek felügyelete

## A KBER tagjai

### Eurozónán belül
- Ausztria: Oesterreichische Nationalbank
- Belgium: Bank van België / Banque nationale de Belgique
- Ciprus: Kentriki Trapeza tis Kyprou
- Európai Központi Bank
- Finnország: Suomen Pankki
- Franciaország: Banque de France
- Észtország: Eesti Pank
- Görögország: Bank of Greece
- Hollandia: De Nederlandsche Bank
- Horvátország: Hrvatska narodna banka
- Írország: Ceannais na hÉireann / Central Bank of Ireland
- Lettország: Latvijas Banka
- Litvánia: Lietuvos Bankas
- Luxemburg: Banque Centrale du Luxembourg
- Málta: Central Bank of Malta
- Németország: Deutsche Bundesbank
- Olaszország: Banca d'Italia
- Portugália: Banco de Portugal
- Spanyolország: Banco de España
- Szlovákia: Národná banka Slovenska
- Szlovénia: Banka Slovenije

### Eurozónán kívül
- Bulgária: Българска народна банка
- Csehország: Česká národní banka
- Dánia: Danmarks Nationalbank
- Lengyelország: Narodowy Bank Polski
- Magyarország: Magyar Nemzeti Bank
- Románia: Banca Națională a României
- Svédország: Sveriges Riksbank